# Polsko-Niemiecka Komisja Podręcznikowa
Wspólna Polsko-Niemiecka Komisja Podręcznikowa (niem. Gemeinsame Deutsch-Polnische Schulbuchkommission) – została założona pod patronatem komisji UNESCO w Polsce i Niemczech w roku 1972. Celem, jaki wyznaczyli sobie eksperci z obu państw jest wymiana naukowo-dydaktyczna w obszarze historii, geografii i dydaktyki. Praca komisji opiera się głównie na analizie podręczników szkolnych z obu państw, a wyniki tejże analizy są poddawane konstruktywnej ocenie w czasie konferencji naukowych oraz w seriach wydawniczych pod egidą komisji. Obecnie głównym zadaniem organizacji jest badanie sposobu narracji historycznej w podręcznikach do historii w obu krajach, oraz intensyfikacja dialogu między oboma narodami, tak żeby zoptymalizować przebieg zajęć w obu krajach i stworzyć jeden, wspólny, europejski schemat nauczania. Opiekę nad komisją do roku 2020 sprawowało Centrum Badań Historycznych Polskiej Akademii Nauk w Berlinie ze strony polskiej, od strony niemieckiej odpowiedzialny jest Instytut im. Georga Eckerta ds. Międzynarodowych Badań nad Podręcznikami Szkolnymi w Brunszwiku.
W roku 2018 na konferencji podręcznikowej w Zamościu powołana została polsko-niemiecka Grupa Robocza Nauczycieli i Nauczycielek przy Komisji Podręcznikowej. Grupa ukonstytuowała się w ciągu kolejnych dwóch lat. Obecnie zajmuje się ona opracowywaniem scenariuszy lekcyjnych na potrzeby projektu podręcznikowego. W grudniu 2020 Prezydium Komisji Podręcznikowej podjęło decyzję o włączeniu przedstawicielek Grupy Roboczej w skład Prezydium.

## Konferencje
Polsko-niemiecka komisja podręcznikowa organizuje co dwa lata konferencję naukową, która odbywa się na przemian raz w Polsce, raz w Niemczech. Pierwsza taka konferencja odbyła się w 1972 roku w Warszawie, podczas której zaprezentowano 14 zaleceń przedstawienia stosunków polsko-niemieckich w podręcznikach do historii i geografii. Liczba zaleceń zwiększyła się do 17 w czasie kolejnego spotkania komisji w Brunszwiku.
Od roku 2016 w konferencji biorą udział także nauczyciele. Ich praca, dzięki warsztatom oraz stworzeniu wspólnej grupy roboczej łączy obszary praktyki zawodowej nauczyciela z akademickim badaniem właściwości podręczników szkolnych.
Poza tym, co roku dochodzi do spotkań prezydium Komisji, składającego się z 10 polskich i 10 niemieckich ekspertów i ekspertek w dziedzinie historii i geografii. Członkowie prezydium są wybierani przez kooptację. Również spotkania prezydium odbywają się naprzemiennie w obu krajach.

## Publikacje
Członkowie komisji w ramach swojej działalności dokonali selekcji wielu podręczników godnych polecenia, które zostały wydane między 1972 a 1995 rokiem. Dodatkowo w 2001 roku ukazał się tom: Opinie polskich i niemieckich historyków i geografów w sprawie szkolnych podręczników do historii i geografii. Również każda konferencja obfituje w publikacje poradników dla nauczycieli i innych, pojedynczych publikacji.

### Polsko-niemiecki podręcznik do historii
W 2008 roku szefowie MSZ Polski i Niemiec (Radosław Sikorski i Frank-Walter Steinmeier) zlecili komisji pracę nad wspólnym podręcznikiem do historii. Grupa projektowa razem z wydawnictwami Eduversum z Niemiec oraz WSiP z Polski stworzyły koncept zbioru książek „Europa – nasza historia”, którą w tym samym roku przedstawili Frank-Walter Steinmeier i Witold Waszczykowski. W roku 2020 projekt podręcznikowy został zakończony opublikowaniem czterech tomów podręcznika w języku polskim oraz niemieckim. Podręcznik został stworzony w oparciu o nowatorskie koncepcje dydaktyczne, które wynikły z polsko-niemieckiego dialogu podręcznikowego, m.in. otwarta wizja historii, kontrowersyjność oraz wielość perspektyw. Nie powiela przy tym ani polskiej, ani niemieckiej tradycji dydaktycznej, ale wyznacza nowy sposób pisania historii europejskiej.

## Nagrody
Komisja otrzymała w roku 2002 polsko-niemiecką nagrodę za szczególne zasługi dla rozwoju stosunków między oboma państwami, którą przyznaje się w ramach umowy o dobrym sąsiedztwie z 1991 r.
9 czerwca 2017 Komisja otrzymała też Nagrodę Viadriny za polsko-niemiecki projekt podręcznika przyznawaną przez Europejski Uniwersytet Viadrina we Frankfurcie nad Odrą.

## Przewodniczący
Na stanowisko przewodniczącego komisji mogą zostać wybrani jedynie członkowie prezydium komisji. Przewodniczącymi komisji byli:

### Ze strony niemieckiej
1972-1974: Georg Eckert
1974-1987: Walter Mertineit
1987-2000: Klaus Zernack
2000-2012: Michael G. Müller
od 2012: Hans-Jürgen Bömelburg

### Ze strony polskiej
1972-1984: Władysław Markiewicz
1984-1990: Antoni Czubiński
1991-1997: Janusz Tazbir
1992-1997: Marian Wojciechowski (p.o.)
1997-2007: Włodzimierz Borodziej
2007-2020: Robert Traba
od 2020: Violetta Julkowska